# Jerry Tagge
Jerry Lee Tagge (Omaha, 12 aprile 1950) è un ex giocatore di football americano statunitense che ha giocato nel ruolo di quarterback nella National Football League (NFL), nella World Football League (WFL) e nella Canadian Football League (CFL). Al college ha giocato a football all’Università del Nebraska-Lincoln.

## Carriera professionistica
Dopo aver condotto i Nebraska Cornhuskers alla vittoria di due campionati NCAA nel 1970 e 1971, Tagge fu scelto nel corso del primo giro (11º assoluto) dai Green Bay Packers nel Draft NFL 1972. In tre anni con la franchigia disputò 17 partite passando solamente 3 touchdown a fronte di 17 intercetti. Nel 1975 giocò brevemente per i San Antonio Wings della WFL, passando 1 touchdown e subendo 5 intercetti.
Nel 1977 si trasferì in Canada, dove fu convocato per l'All-Star Game della CFL e giunse secondo nella classifica del secondo miglior giocatore della stagione, alla guida dei BC Lions. Giocò lì le annate migliori della carriera finché nel 1979 gli infortuni costrinsero Tagge a ritirarsi.

## Vittorie e premi
- Campione NCAA: 2

Nebraska Cornhuskers: 1970, 1971
- CFL All-Star: 1

1977

## Statistiche
NFL
| Yard passate  | 1.583 |
| Touchdown     | 3     |
| Intercetti    | 17    |
| Passer rating | 44,2  |